# ウィキトラベル
ウィキトラベル（Wikitravel）は、ウィキシステム上で旅行ガイドブックを作るプロジェクト。世界中のウィキトラベラー（ウィキトラベル参加者に対する呼称）の協力で、コピーレフトで包括的な、最新で信頼のおける世界規模の旅行ガイドブックの製作を目指す。ウィキトラベルは旅行者が情報を容易に共有する精神により成立する。コピーレフト・ライセンスによって、内容がより広くフリーに使われる事を保障する。

## 解説

### 運営
インターネット・ブランズ社が運営する。ウィキペディアなどと同一のMediaWikiソフトウェアを利用するが、ウィキペディアを運営するウィキメディア財団とは何の関係もない。また、記事形式には制約が掛かっている。著作権の扱いは、ウィキペディアとは異なり、「クリエイティブ・コモンズ 表示-継承 1.0」（CC BY-SA 1.0）であったが、2009年6月15日にウィキペディアがGFDLとCC BY-SA 3.0のセレクタブルライセンスに移行した事を受けて、ライセンスをウィキペディアと同様のCC BY-SA 3.0に移行する事が計画され、2010年に移行した。
ただし、ライセンス解釈上、及び技術上の問題を理由に2012年2月4日時点ではウィキペディアからの転記は一部の例外を除き認めていない。

### 内容

#### 目的地の記事
パンくずリスト方式による「地理的階層」により、各レベルの記事が作られる
- 大陸
- 大陸区分（例：東南アジア）
- 国
- 地方（例：四国、カリフォルニア州）
- 市町村
- 地区（例：台東区）
  - 市町村、地区記事で扱うには大きすぎる対象がある場合には、例外的に独立記事を設ける。

#### その他の記事
旅行プラン
複数の目的地を繋ぐ旅行プランに焦点を合わせた記事。
会話集
観光地で話されている言語の基礎知識や用例集
お役立ち情報
エリアごとの記事では書けない、旅行に役立つ情報の記事（例：世界のプラグと電圧）
旅のテーマと主な目的地
旅行の目的別に推薦地やアドバイスを記載する記事（例：オーロラ）

#### ウィキトラベル・シェアード
ウィキトラベル・シェアードには2つの役割がある。1つは各言語版で利用できる画像の収集、もう1つは各言語版に共通する問題を解決する場所としての役割である。これはウィキメディアにおけるウィキメディア・コモンズとメタウィキを合わせたものに相当する。

## 歴史

### 開設
2人の創始者Evan ProdromouとMichele Ann Jenkinsはタイの離島への旅行を計画したが、彼らの古い旅行ガイドに記されていたゲストハウスは既に閉鎖されていた。2人はサイクルの長い出版物の旅行ガイドよりタイムリーな情報が旅行者のために必要だと考え、ウィキペディアを参考にウィキシステムを用いたwww.wikitravel.orgを2003年7月に開設した。

### インターネット・ブランズによる買収
2006年4月20日、ウィキトラベルはインターネット・ブランズ社（IB社）によって買収された。2008年4月1日にはグーグルの広告が導入された。
2007年5月1日にはウェビー賞最優秀旅行ウェブサイト部門を受賞、2008年6月16日にはタイム誌によって「2008年のベスト50ウェブサイト」のひとつに選ばれた。
2007年8月3日、創設者のProdrou、Jenkins、および常連編集者のJani Patokallioは、ウィキトラベルの内容を製造・販売する会社「ウィキトラベル・プレス」を作った。最初のウィキトラベル・プレス・ガイドは2008年2月1日にシカゴとシンガポール で発売された
。ウィキトラベル・プレスは2011年に終了した
。
2010年1月1日、ライセンスをクリエイティブ・コモンズのCreative Commons Attribution-ShareAlike 3.0（表示・継承 3.0 非移植）に変更された。

### ウィキボヤージュへの分岐
2006年のIB社による買収後、ドイツ語版管理者・編集者の多くがIB社の運営に不満を抱き、分岐（フォーク）することを決定した。彼らは半年間の準備期間を経て2006年12月10日、ウィキボヤージュを立ち上げた。
英語版利用者の間にもIB社への不満が高まり、2012年長い議論の末ウィキトラベルからの分岐とウィキボヤージュへの合流が決定した。移動を決断した利用者には2人の創設者を含む多くの管理者も含まれていた。同時期にウィキボヤージュのウィキメディア財団への移籍も議論の末、決定した。
2012年8月2日には、ウィキトラベル全言語版とウィキトラベル・シェアドの内容のフル・データベース・ダンプが作製された（この後、インターネット・ブランズはダンプ機能を停止した）。このダンプデータはウィキボヤージュ英語版ほか各言語版の設立時のデータとして活用された。2012年11月10日よりウィキボヤージュへのデータ移植が始まり、2013年1月15日に完了した。
2012年8月IB社は、ウィキトラベル管理者（Ryan Holliday）およびウィキペディア管理者（James Heilman）を、商標侵害と営業妨害で提訴した。しかし同年11月19日、IB社の主張は、カリフォルニア州の合衆国地方裁判所で却下された
。
英語版・ドイツ語版を含む各言語版とも、ウィキトラベルに残ったユーザーがいて現在も稼働中である。2012年の分岐のときには、日本語版には同調したユーザーがおらず、ウィキボヤージュ日本語版は作られなかった。2020年8月27日にようやくウィキボヤージュ日本語版の正式運用が開始され、ウィキトラベルとの並立状態となったが、ウィキボヤージュのユーザー数はきわめて少ない。